# Alchemilla aurata
Alchemilla aurata es una especie de planta del género Alchemilla, perteneciente a la familia Rosaceae.

## Taxonomía
Alchemilla aurata fue descrita por Juz. en 1957.

## Distribución
Se encuentra en el territorio de Transcaucasia.